# Максі Джазз
Максі Джазз, насправді Максвелл Фрейзер (народився 15 червня 1957 року в Лондоні, помер 23 грудня 2022 року теж в Лондоні) — британський співак, відомий головним чином своїми виступами в групі Faithless . Разом з DJ Tiësto він записав трек " Dance4life ".

## Музична кар'єра
Максі Джазз народився в Брікстоні, південний Лондон . Початок кар'єри артиста сягає 1984 року, коли він заснував гурт The Soul Food Café System після відкриття хіп-хопу роком раніше. Його музика вперше була представлена світові завдяки піратській радіостанції під назвою «LWR» у 1987 році.
У 1989 році гурт The Soul Food Café System підписав контракт з Tam Tam Records, а саме з його підрозділом під назвою Savage Records, що займався танцювальною музикою. Разом з цим вийшов альбом Soul Food Café . У 1992 році Максі заснував лейбл Namu Records, щоб випустити більше записів гурту . Таким чином побачили світ три міні-альбоми, і відтоді гурт зосередився на концертній діяльності. З огляду на маловідомість виконавців, це були виступи перед першокласними зірками, такими як Jamiroquai в Амстердамі, Soul II Soul в Барселоні та іншими. Після низки концертів група розпалася, і Максі почав працювати з Джа Вобблом над його альбомом Invaders Of The Heart, якому передували концерти з його групою Wobble Collective.
Під час запису на студії Maxi Jazz він познайомився з Ролло Армстронгом і разом вони вирішили створити спільну групу під назвою "Faithless". Потім до гурту приєдналися Джеймі Кетто та Сістер Блісс . Як практикуючий і твердо віруючий у Sōka Gakkai (відгалуження буддизму), Максі Джазз вибрав назву «Faithless» як повний контраст з його власним світоглядом та переконанням інших учасників гурту. Ця назва виникла під час написання пісні «Salva Mea». Ролло попросив Максі написати твір про розчарування, яке Максі міг би пов'язати зі своїм власним досвідом.
У 2006 році Максі виконав композицію Tiësto під назвою «Dance4life». Це був один із найбільших транс -хітів року. Він також співав разом з Роббі Вільямсом на альбомі-компіляції 1 Giant Leap у треку «My Culture».
15 червня 2007 року Максі відсвяткував своє п'ятдесятиріччя в лондонському Гайд-парку, виступаючи на фестивалі
O2 Wireless Festival 2007, який проходив там. Під час бісу глядачі подякували артисту, виконавши для нього популярну «Happy Birthday».
У 2011 році гурт Faithless вперше розпався, а через чотири роки Максі заснував гітарну групу Maxi Jazz & The E-Type Boys.

## Машини і гонки
Максі Джаз був відомий своєю любов'ю до автомобілів і ралі. У його власності були такі автомобілі:
- Subaru Impreza P1
- Ford Escort Mk2 RS2000
- Ford Sierra Cosworth
- Marcos LM500R

Максі брав участь у багатьох автомобільних змаганнях і в 2000 році створив власне ралі під назвою «Maxi Jazz Racing». У 2005 році він брав участь в гонках «Ginetta Cars», а в 2006 і 2007 роках брав участь у Porsche Carrera Cup GB на Porsche 911 (997) . У Великобританії він втратив водійські права за перевищення дозволеної кількості штрафних балів. У 2001 році він потрапив у дуже серйозну автокатастрофу.

## Особисте життя
Вболівав за футбольний клуб " Крістал Пелас ". 19 вересня 2012 року зайняв одну з директорських посад у цьому клубі .
Помер уві сні в ніч з 23 на 24 грудня 2022 року у віці 65 років .

## Дискографія
від Faithless
з 1 Giant Leap
- 2002 " Моя культура " (з 1 Giant Leap і Роббі Вільямсом)

соло
- 2006 " Dance4life " (з Тіесто)